# 留尼汪共产党
留尼汪共产党（法語：Parti Communiste Réunionnais），简称留共（PCR），是法国海外大区留尼汪的一个共产主义政党。目前，该党在欧洲议会拥有1个席位。现任主席是埃利·瓦罗。该党出版日报《证言报》。目前，该党在圣苏珊执政。

## 历史
1959年5月17日－18日，留尼汪共产党成立大会举行，在法国共产党留尼汪联合会的基础上建立了留尼汪共产党。首任领导人为保罗·维尔吉斯，他领导留共直到1993年2月。
1990年代末，由于政治路线分歧，留尼汪共产党和法国共产党的关系紧张。2005年，两党关系恢复正常。
2012年，该党分裂出为了留尼汪，导致该党实力大减。